# Chutes Too Narrow
Chutes Too Narrow è il secondo album discografico in studio del gruppo musicale indie rock statunitense The Shins, pubblicato nell'ottobre 2003 dalla Sub Pop Records.
| Recensione    | Giudizio |
| ------------- | -------- |
| AllMusic      |          |
| Pitchfork     |          |
| Mojo          |          |
| Rolling Stone |          |

## Tracce
Testi e musiche di James Mercer.
1. Kissing the Lipless – 3:19
2. Mine's Not a High Horse – 3:20
3. So Says I – 2:48
4. Young Pilgrims – 2:47
5. Saint Simon – 4:25
6. Fighting in a Sack – 2:26
7. Pink Bullets – 3:53
8. Turn a Square – 3:11
9. Gone for Good – 3:13
10. Those to Come – 4:24

## Formazione
- James Mercer - voce, chitarra, armonica
- Dave Hernandez - basso, chitarre
- Jesse Sandoval - batteria
- Marty Crandall - tastiere